# 呻吟語
『呻吟語』（しんぎんご）は、中国の古典籍の一つ。著者は明代の哲学者・呂坤。呂坤が30年に及ぶ長年に亘って良心の呻きから得た所の修己知人の箴言を書き記し、収録した自己啓発の書。六巻本で、内篇・外篇に分かれ、全17章より成る。

## 解題
『呻吟語』は始め寧陵で板行されたが、広く行き渡らないで中々入手に困難であった。その後、清の康熙26年4月、正定諸州県の役人の会合があり、その席上役人の修養が問題になった際、呂氏の郷人で央益仲と言う者がこの書を持っており、これを新たに刊行しようと言うことを提議した。これが正定刊本となる。この刊本に当時の程朱学派の儒者・陸隴其が序している。それによれば、明の末世の朱子学の末流は、低級固陋でほとんど時代の人心と没交渉になり、陸王学派の流れを酌む者も空疎な観念の遊戯に走って、民衆が政治的混乱の中で精神的不安に迷っていた時、呂氏独り俗流の上に卓出して身を以て正学を修めたことを賛美し、今同じく自ら俗流を抜かんとする人々によってこの書が刊行されることは、晋の永和9年春3月3日山陽の蘭亭に当時の名士41人が集まって、曲水に盃を流して詩を賦し、王羲之がこの序を作った彼の有名な蘭亭の会よりも結構なことでは無いかと述べている。因みに、後に陸隴其は『呻吟語疑』17則を著述している。
しかし、この正定刊本も広く世に流布するに至らず、その後乾隆の始め陳宏謀の節録本ができ、別に陳笠帆の節抄本も出たが、全書は正定本の次に呂氏23世の孫燕昭が金陵で役人をしていて、乾隆59年に刊行した。これがいわゆる金陵本で、その後では道光2年、呉蔗郷・鮑鉄帆・恒輔之・雲蘭舫・呉澗蒓・鄂敬亭諸氏の手に成るいわゆる関中本が出た。間もなく7年10月には河南開封の知事で寧陵の令もしたことのある栗毓美が最初の版（呂坤の祠に蔵されているので祠版と言う）を標準に諸書を比較考証して刊行された。

## 自序(訳)
「呻吟とは病気の際のうめきである。病中の苦痛はただ病者にのみ分かるもので、他人には通じがたい。しかもその病人ももう慎んでまたと再び病気はすまいと思いつつも、癒えてしまえば、やはりまた忘れてしまう。自分は小さい時からありとあらゆる病気を経験して来たが、その呻吟の語三十年来記す所若干巻、携えて以て自らの薬とする。友人の劉景沢は心・性を修めて、平生から呻吟する所の無い人物で、自分は非常にこれを愛している。ある時この『呻吟語』を出して彼に見せたところが、彼は自分もやはり呻吟する所があるのだが、まだこれを記してはおかなかった。我々の病は大抵同じものだ。君がそれを書きつけておいた上はどうしてそれを公にしないか。さすれば三つの益があろう。病を医する者は君の呻吟を見て、そんなに病まぬよう慎むであろう。これ君が一身を以て天下に病に懲りることを示してやるもので、命を延ばす者が沢山出る訳である。もし君は癒えぬでも、それで人を癒すことができれば結構では無いかと言ってくれた。自分は恐縮して、病人の苦し紛れの言葉で人を迷惑させるのもどんなものかと思うが、まあ余り酷く無い語を存しておくことにした。まあまあ生きている限りはまさに三年の艾(もぐさ)を求めてこの余生を健やかにせねばならぬ。慢性の病だからとて自棄になるものでは無い。景沢のお陰で猶自分を医することができると言うものだ」----万暦癸巳三月(万暦21年3月)